# Adesua Etomi
Adesua Etomi (22 de febrero de 1986) es una actriz nigeriana. Debutó en la televisión de su país en 2012 con una aparición en el programa Smooth Promotions. En 2014 protagonizó su primera película, Knocking on Heaven's Door. Ganó el premio a la mejor actriz en la gala de los Africa Magic Viewers Choice Awards por su papel en la película de 2015 Falling. Por su actuación en esta cinta, también recibió una nominación en la categoría de mejor actriz en los Premios de la Academia del Cine Africano.

## Filmografía

### Cine
| Año  | Título                      | Papel             |
| ---- | --------------------------- | ----------------- |
| 2013 | The Call                    | Tara              |
| 2014 | Brave                       | Layo              |
| 2014 | Knocking On Heaven's Door   | Debbie            |
| 2015 | Falling                     | Muna              |
| 2015 | A Soldier's Story           | Lebari            |
| 2015 | Out Of Luck                 | Bisola            |
| 2016 | Couple Of Days              | Nina              |
| 2016 | And The Spirit Slowly Dies  | Tima Odera-Blake  |
| 2016 | The Arbitration             | Dara Olujobi      |
| 2016 | Something Wicked            | TBC               |
| 2016 | The Wedding Party           | Dunni Coker       |
| 2016 | Ayamma: Music In The Desert | Ayamma/Iko/Ihuoma |
| 2017 | 10 Days In Sun City         | Bianca            |
| 2017 | The Wedding Party 2         | Dunni Onwuka      |
| 2018 | Date Night                  |                   |
| 2018 | King of Boys                | Adekemi Salami    |
| 2018 | Memoirs of 4                |                   |
| 2018 | Up North                    | Zainab            |
| 2019 | Muna                        | Muna              |
| 2019 | Malika: Warrior Queen       | Malika            |

### Televisión
| Año  | Título            | Papel        |
| ---- | ----------------- | ------------ |
| 2012 | Smooth Promotions | Reportera    |
| 2014 | Gidi Up           | Sharon       |
| 2015 | Las Gidi Cops     | Amaka Obiora |
| 2015 | Shuga             | Sheila       |
| 2017 | Shuga: Down South | Sheila       |